# Episodi di Fresh Off the Boat (quarta stagione)
La quarta stagione della serie televisiva Fresh Off the Boat è stata trasmessa dal network statunitense ABC dal 3 ottobre 2017 al 20 marzo 2018.
In Italia, la stagione è stata trasmessa su Fox Comedy dal 5 novembre 2017 all'8 aprile 2018.
| n° | Titolo originale                    | Titolo italiano                  | Prima TV USA     | Prima TV Italia  |
| -- | ----------------------------------- | -------------------------------- | ---------------- | ---------------- |
| 1  | B as in Best Friends                | La ruota della fortuna           | 3 ottobre 2017   | 5 novembre 2017  |
| 2  | First Day                           | Il primo giorno                  | 10 ottobre 2017  | 12 novembre 2017 |
| 3  | Kids                                | Essere genitori                  | 17 ottobre 2017  | 19 novembre 2017 |
| 4  | It's a Plastic Pumpkin, Louis Huang | La zucca di plastica             | 24 ottobre 2017  | 26 novembre 2017 |
| 5  | Four Funerals and a Wedding         | Quattro funerali e un matrimonio | 31 ottobre 2017  | 3 dicembre 2017  |
| 6  | A League of Her Own                 | Ragazza vincente                 | 7 novembre 2017  | 10 dicembre 2017 |
| 7  | The Day After Thanksgiving          | Il giorno dopo il Ringraziamento | 14 novembre 2017 | 17 dicembre 2017 |
| 8  | The Vouch                           | La raccomandazione               | 21 novembre 2017 | 14 gennaio 2018  |
| 9  | Slide Effect                        | Bravi ragazzi                    | 5 dicembre 2017  | 21 gennaio 2018  |
| 10 | Do You Hear What I Hear?            | Titanic                          | 12 dicembre 2017 | 28 gennaio 2018  |
| 11 | Big Baby                            | Una buona madre                  | 2 gennaio 2018   | 4 febbraio 2018  |
| 12 | Liar Liar                           | Bugie                            | 9 gennaio 2018   | 18 febbraio 2018 |
| 13 | The Car Wash                        | L'autolavaggio                   | 16 gennaio 2018  | 25 febbraio 2018 |
| 14 | A Man to Share the Night With       | Diventare un uomo                | 30 gennaio 2018  | 4 marzo 2018     |
| 15 | We Need to Talk About Evan          | Lo psicologo                     | 30 gennaio 2018  | 11 marzo 2018    |
| 16 | Ride The Tiger                      | Cavalca la tigre                 | 6 febbraio 2018  | 18 marzo 2018    |
| 17 | Let Me Go,Bro                       | Il lavoro del poliziotto         | 27 febbraio 2018 | 25 marzo 2018    |
| 18 | Measure Twice,Cut Once              | Yin e Yang                       | 13 marzo 2018    | 1 aprile 2018    |
| 19 | King in the North                   | King nel nord                    | 20 marzo 2018    | 8 aprile 2018    |